# Тер-Ард
Тер-Ард (нід. Ter Aard) — селище в нідерландській провінції Дренте. Входить до муніципалітету Ассен.
Його площа становить 2,67 км², а населення станом на 2021 рік складало 100 осіб.
Перша згадка про населений пункт датується 1335 роком.

## Галерея

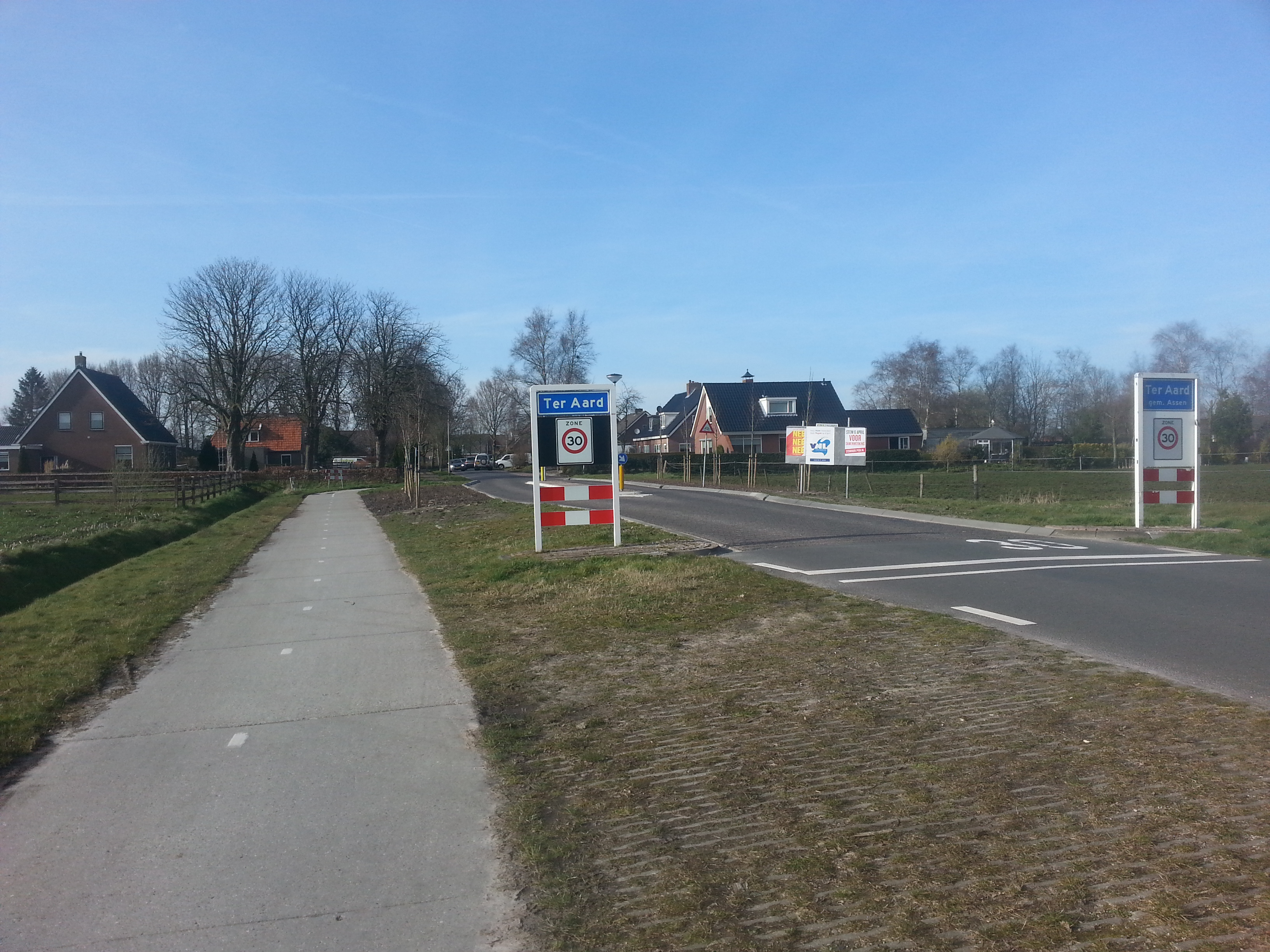
Межа селища